# 스피드로더

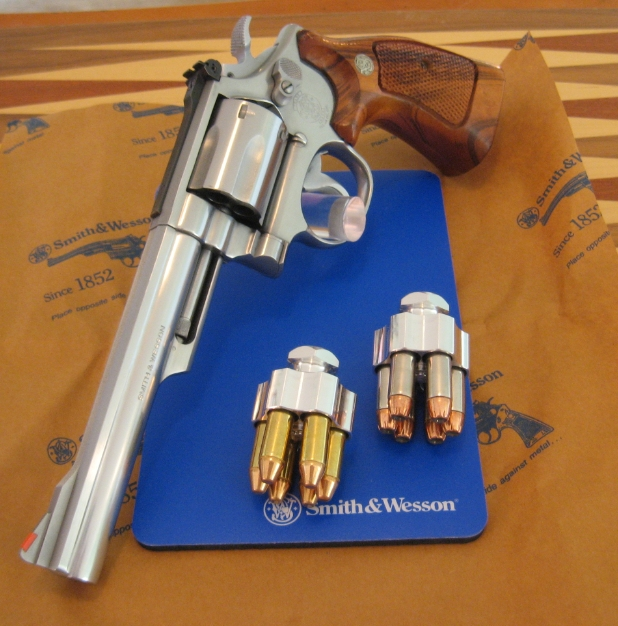
두 개의 스피드로더가 장착된 스미스 앤 웨슨 모델 66 리볼버

스피드로더(speedloader)는 화기를 재장전하는 데 필요한 시간과 노력을 줄이기 위해 사용되는 장치이다. 스피드로더는 리볼버를 재장전하거나 소총, 산탄총과 같은 다른 유형의 화기와 함께 사용되는 탄창을 위한 다양한 형태로 제공된다.
일반적으로 스피드로더는 리볼버의 여러 약실을 동시에 장전하는 데 사용된다. 이러한 스피드로더는 스윙아웃 실린더나 탑브레이크 실린더 (화기)를 갖춘 리볼버에 사용된다. 고정 실린더가 있는 리볼버는 한 번에 한 챔버씩 언로드 및 로드되어야 한다. 다양한 디자인의 스피드로더는 산탄총과 소총의 고정 관형 탄창을 장전하는 데 사용된다. 다른 스피드로더 설계는 반자동 총기의 탄창(고정 또는 분리 가능)을 장전하는 데 사용된다.